# Vitré Communauté
Vitré Communauté est une communauté d’agglomération française, située dans le département d'Ille-et-Vilaine, en région Bretagne, créée le 1er janvier 2002.
Vitré Communauté regroupe quarante-six communes et compte, en 2019, 82 956 habitants, dont plus d’un cinquième concentré dans la ville de Vitré.

## Histoire
- 1er janvier 2002 : création de Vitré Communauté, communauté d'agglomération par fusion des deux communautés de communes : la communauté de communes du Bocage vitréen et de la communauté de communes du Pays de Châteaubourg, conformément à la loi N°99-586 du 12 juillet 1999 dite « loi Chevènement » qui prévoit que cette zone doit être d’un seul tenant avec une ville centre de plus de 15 000 habitants, exception faite des chefs-lieux de département, et ayant une population de plus de 50 000 habitants.
- 1er janvier 2010 : la commune d'Ossé quitte Vitré Communauté pour rejoindre la communauté de communes du pays de Châteaugiron[1].
- 1er janvier 2014 : les communes issues de la communauté de communes du pays guerchais (Availles-sur-Seiche, Drouges, La Guerche-de-Bretagne, Moulins, Moussé, Moutiers, La Selle-Guerchaise et Visseiche) ainsi que les communes de Bais et de Rannée intègrent Vitré Communauté.

## Territoire communautaire

### Géographie
Située dans l'est  du département d'Ille-et-Vilaine, l'intercommunalité Vitré Communauté regroupe 46 communes et s'étend sur 867,7 km2.

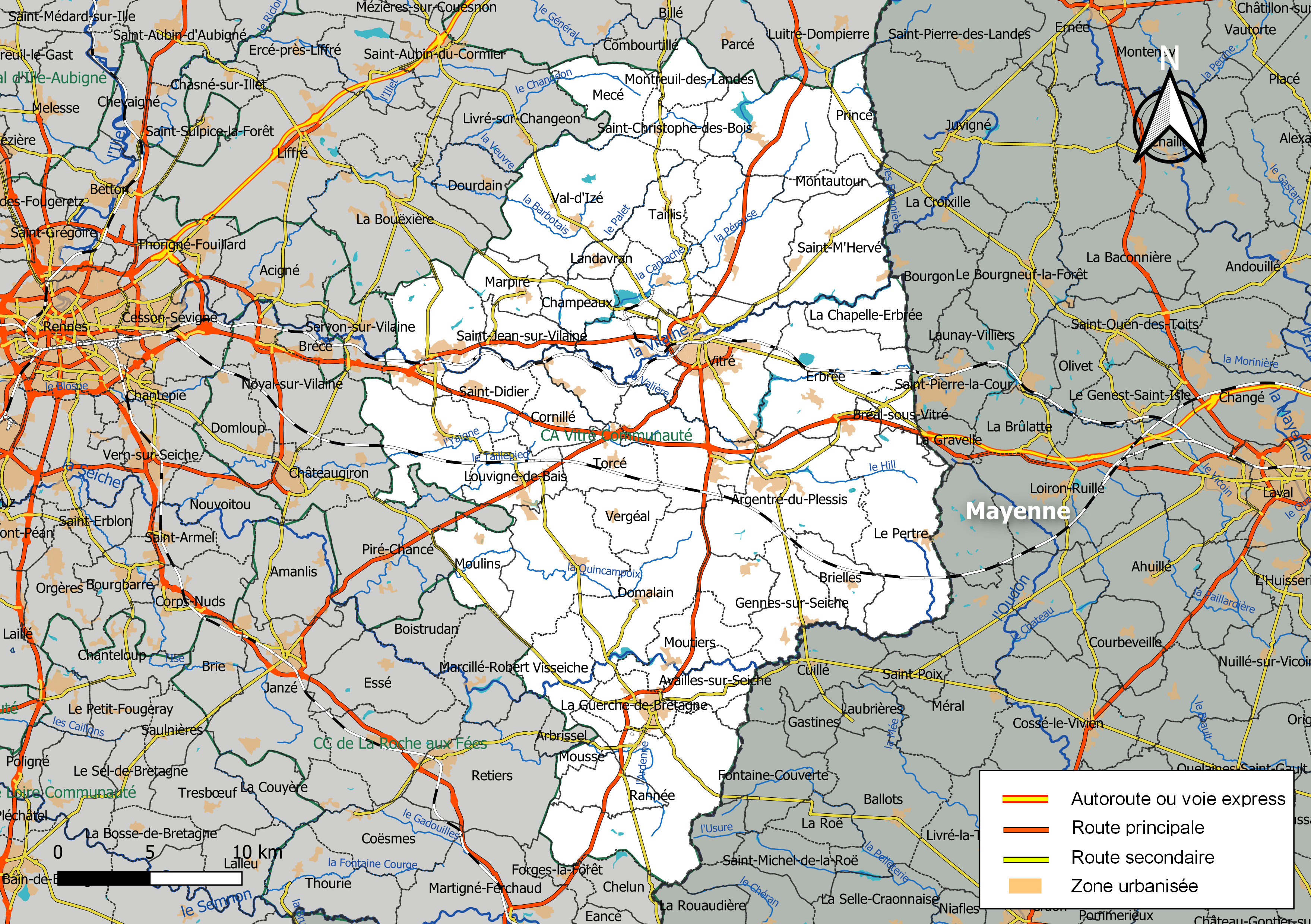
Carte de l'intercommunalité Vitré Communauté au 1er janvier 2019.

### Composition

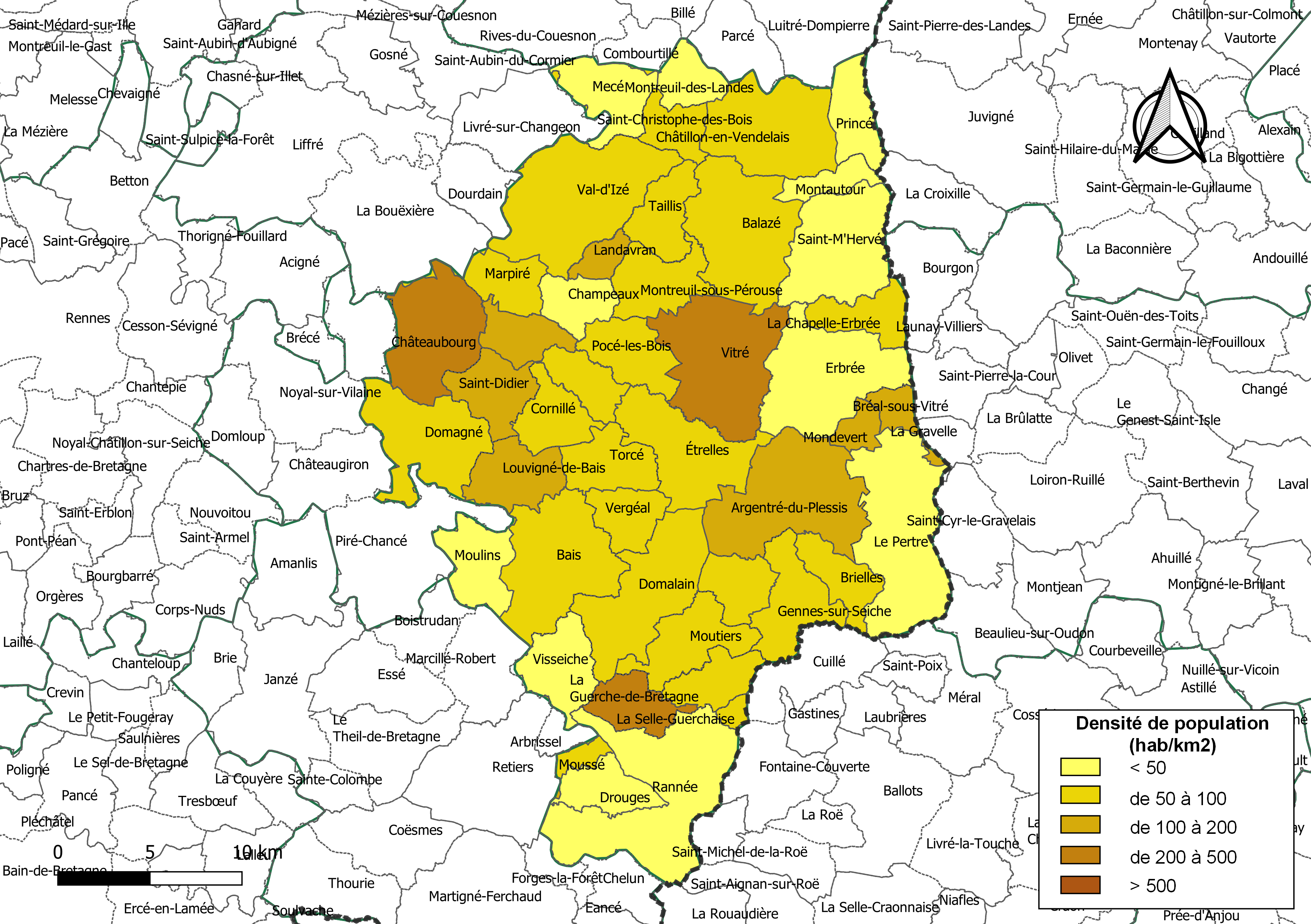
Carte des densités de population (millésimée 2016) des communes de l'intercommunalité Vitré Communauté. Composition en communes au 1er janvier 2019.

La communauté d'agglomération est composée des 46 communes suivantes :

| Nom                       | Code Insee | Gentilé          | Superficie (km2) | Population (dernière pop. légale) | Densité (hab./km2) |
| ------------------------- | ---------- | ---------------- | ---------------- | --------------------------------- | ------------------ |
| Vitré (siège)             | 35360      | Vitréens         | 37,03            | 18 892 (2022)                     | 510                |
| Argentré-du-Plessis       | 35006      | Argentréens      | 41,46            | 4 591 (2022)                      | 111                |
| Availles-sur-Seiche       | 35008      | Availlais        | 11,06            | 647 (2022)                        | 58                 |
| Bais                      | 35014      | Baidicéens       | 35,18            | 2 511 (2022)                      | 71                 |
| Balazé                    | 35015      | Balazéens        | 36,66            | 2 181 (2022)                      | 59                 |
| Bréal-sous-Vitré          | 35038      | Bréalais         | 5,75             | 614 (2022)                        | 107                |
| Brielles                  | 35042      | Briellois        | 11,4             | 679 (2022)                        | 60                 |
| Champeaux                 | 35052      | Champéens        | 9,83             | 504 (2022)                        | 51                 |
| La Chapelle-Erbrée        | 35061      | Capellois        | 11,98            | 723 (2022)                        | 60                 |
| Châteaubourg              | 35068      | Castelbourgeois  | 28,6             | 7 523 (2022)                      | 263                |
| Châtillon-en-Vendelais    | 35072      | Châtillonnais    | 32,03            | 1 738 (2022)                      | 54                 |
| Cornillé                  | 35087      | Cornilléens      | 12,47            | 967 (2022)                        | 78                 |
| Domagné                   | 35096      | Domagnéens       | 29               | 2 439 (2022)                      | 84                 |
| Domalain                  | 35097      | Domalinois       | 33,54            | 2 050 (2022)                      | 61                 |
| Drouges                   | 35102      | Drougeais        | 11,63            | 503 (2022)                        | 43                 |
| Erbrée                    | 35105      | Erbréens         | 35,52            | 1 713 (2022)                      | 48                 |
| Étrelles                  | 35109      | Étrellais        | 27,17            | 2 670 (2022)                      | 98                 |
| Gennes-sur-Seiche         | 35119      | Gennois          | 18,5             | 943 (2022)                        | 51                 |
| La Guerche-de-Bretagne    | 35125      | Guerchais        | 11,53            | 4 450 (2022)                      | 386                |
| Landavran                 | 35141      | Landavranais     | 5,01             | 682 (2022)                        | 136                |
| Louvigné-de-Bais          | 35161      | Louvignéens      | 15,37            | 1 874 (2022)                      | 122                |
| Marpiré                   | 35166      | Marpiréens       | 10,62            | 1 013 (2022)                      | 95                 |
| Mecé                      | 35170      | Mécéens          | 15,63            | 613 (2022)                        | 39                 |
| Mondevert                 | 35183      | Mondevertais     | 5,02             | 806 (2022)                        | 161                |
| Montautour                | 35185      | Montaltoriens    | 6,9              | 268 (2022)                        | 39                 |
| Montreuil-des-Landes      | 35192      | Montreuillais    | 9,42             | 235 (2022)                        | 25                 |
| Montreuil-sous-Pérouse    | 35194      | Montreuillais    | 15,49            | 1 041 (2022)                      | 67                 |
| Moulins                   | 35198      | Moulinois        | 15,21            | 716 (2022)                        | 47                 |
| Moussé                    | 35199      | Mousséens        | 3,37             | 310 (2022)                        | 92                 |
| Moutiers                  | 35200      | Moutierrains     | 17,64            | 905 (2022)                        | 51                 |
| Le Pertre                 | 35217      | Pertrais         | 43,63            | 1 372 (2022)                      | 31                 |
| Pocé-les-Bois             | 35229      | Pocéens          | 14,84            | 1 317 (2022)                      | 89                 |
| Princé                    | 35232      | Princéens        | 12,36            | 398 (2022)                        | 32                 |
| Rannée                    | 35235      | Rannéens         | 51,95            | 1 081 (2022)                      | 21                 |
| Saint-Aubin-des-Landes    | 35252      | Saint-Aubinois   | 10,28            | 923 (2022)                        | 90                 |
| Saint-Christophe-des-Bois | 35260      | Christophéens    | 9,26             | 562 (2022)                        | 61                 |
| Saint-Didier              | 35264      | Déodatiens       | 14,14            | 2 030 (2022)                      | 144                |
| Saint-Germain-du-Pinel    | 35272      | Germanais        | 11,3             | 1 007 (2022)                      | 89                 |
| Saint-Jean-sur-Vilaine    | 35283      | Saint-jeannais   | 10,73            | 1 376 (2022)                      | 128                |
| Saint-M'Hervé             | 35300      | Saint-M'Hervéens | 29,68            | 1 357 (2022)                      | 46                 |
| La Selle-Guerchaise       | 35325      | Sellais          | 2,14             | 153 (2022)                        | 71                 |
| Taillis                   | 35330      | Taillissiens     | 12,27            | 1 036 (2022)                      | 84                 |
| Torcé                     | 35338      | Torcéens         | 14,03            | 1 270 (2022)                      | 91                 |
| Val-d'Izé                 | 35347      | Izéens           | 43,79            | 2 601 (2022)                      | 59                 |
| Vergéal                   | 35350      | Vergéalais       | 11,21            | 804 (2022)                        | 72                 |
| Visseiche                 | 35359      | Visseichais      | 16,03            | 868 (2022)                        | 54                 |

### Démographie
| 1968   | 1975   | 1982   | 1990   | 1999   | 2010   | 2015   | 2021   |
| ------ | ------ | ------ | ------ | ------ | ------ | ------ | ------ |
| 50 813 | 51 766 | 55 360 | 59 690 | 64 989 | 76 157 | 79 948 | 82 753 |

#### Environnement
Le territoire est soumis à des pollutions de l'eau. La mauvaise qualité écologique des étangs donne lieu à des proliférations de cyanobactéries.
Il est, en Bretagne, un important émetteur de gaz à effet de serre, majoritairement d'origine agricole.

## Administration

### Siège
Le siège de la communauté d'agglomération est à Vitré, 16 bis boulevard des Rochers.

### Conseil communautaire
Les 77 conseillers titulaires sont répartis, selon le droit commun, comme suit : 
| Nombre de délégués | Communes                                    |
| ------------------ | ------------------------------------------- |
| 16                 | Vitré                                       |
| 6                  | Châteaubourg                                |
| 4                  | Argentré-du-Plessis, La Guerche-de-Bretagne |
| 2                  | Bais, Balazé, Domagné, Étrelles, Val-d'Izé  |
| 1                  | Les autres communes                         |

### Élus
La communauté d'agglomération est administrée par son conseil communautaire constitué, en 2020, de 77 conseillers communautaires, qui sont des conseillers municipaux représentant chacune des communes membres.
À la suite des élections municipales de 2020 en Ille-et-Vilaine, le conseil communautaire du 16 juillet 2020 a élu sa présidente, Isabelle Le Callennec, maire de Vitré, ainsi que ses 12 vice-présidents.
Le bureau est remanié le 12 juillet 2024 à la suite de la démission d'Isabelle Le Callennec, devenue députée européenne, et de l'élection de Teddy Régnier, maire de Châteaubourg, à la présidence de l'intercommunalité. À cette date, la liste des 13 vice-présidents est la suivante :
|     | Attributions | Identité               | Qualité                         |
| --- | --- | ---------------------- | ------------------------------- |
| 1er | Ressources humaines, instances internes et CLECT | Paul Lapause           | 1er adjoint au maire de Vitré   |
| 2e  | Économie, emploi, formation, enseignement supérieur et recherche                                                                                               | Élisabeth Guiheneux    | Maire de La Guerche-de-Bretagne |
| 3e  | Transitions énergétiques et écologiques, biodiversité, paysage et environnement, coordination de la collecte et du traitement des déchets et énergie           | Jean-Noël Bévière      | Maire d'Argentré-du-Plessis     |
| 4e  | Santé et solidarités | Pascale Cartron        | Maire de Bréal-sous-Vitré       |
| 5e  | Aménagement du territoire, urbanisme et foncier | Louis Ménager          | Maire de Montreuil-sous-Pérouse |
| 6e  | Mobilités et formation des élus | Marie-Christine Morice | Maire d’Etrelles                |
| 7e  | Développement des usages et des innovations numériques, desserte numérique du territoire, systèmes d’information, inclusion numérique et marketing territorial | Pierre Léonardi        | Maire de Vitré                  |
| 8e  | Eau et assainissement | Thérèse Moussu         | Maire de Marpiré                |
| 9e  | Finances, contrôle de gestion, performance publique et fiscalité                                                                                               | Stéphane Douabin       | Maire de Balazé                 |
| 10e | Sports, loisirs, jeunesse, développement de la randonnée et CISPD                                                                                              | Fabienne Belloir       | Maire de Champeaux              |
| 11e | Logement et habitat | Christian Olivier      | Maire de Domalain               |
| 12e | Culture, archives et tourisme | Alexandra Lemercier    | 2e adjointe au maire de Vitré   |
| 13e | Vitalité des communes, politique locale du commerce, politiques contractuelles, démocratie participative, mutualisations et coopérations entre les communes    | Yannick Fouet          | Maire de Torcé                  |

### Liste des présidents
| Période         | Période         | Identité              | Étiquette             | Qualité                         |
| --------------- | --------------- | --------------------- | --------------------- | ------------------------------- |
| 3 janvier 2002  | 16 juillet 2020 | Pierre Méhaignerie    | UDF puis UMP puis UDI | Maire de Vitré (1977 → 2020)    |
| 16 juillet 2020 | 5 juillet 2024  | Isabelle Le Callennec | LR                    | Maire de Vitré (2020 →2024 )    |
| 5 juillet 2024  | En cours        | Teddy Régnier         | HOR                   | Maire de Châteaubourg (2014 → ) |

### Compétences

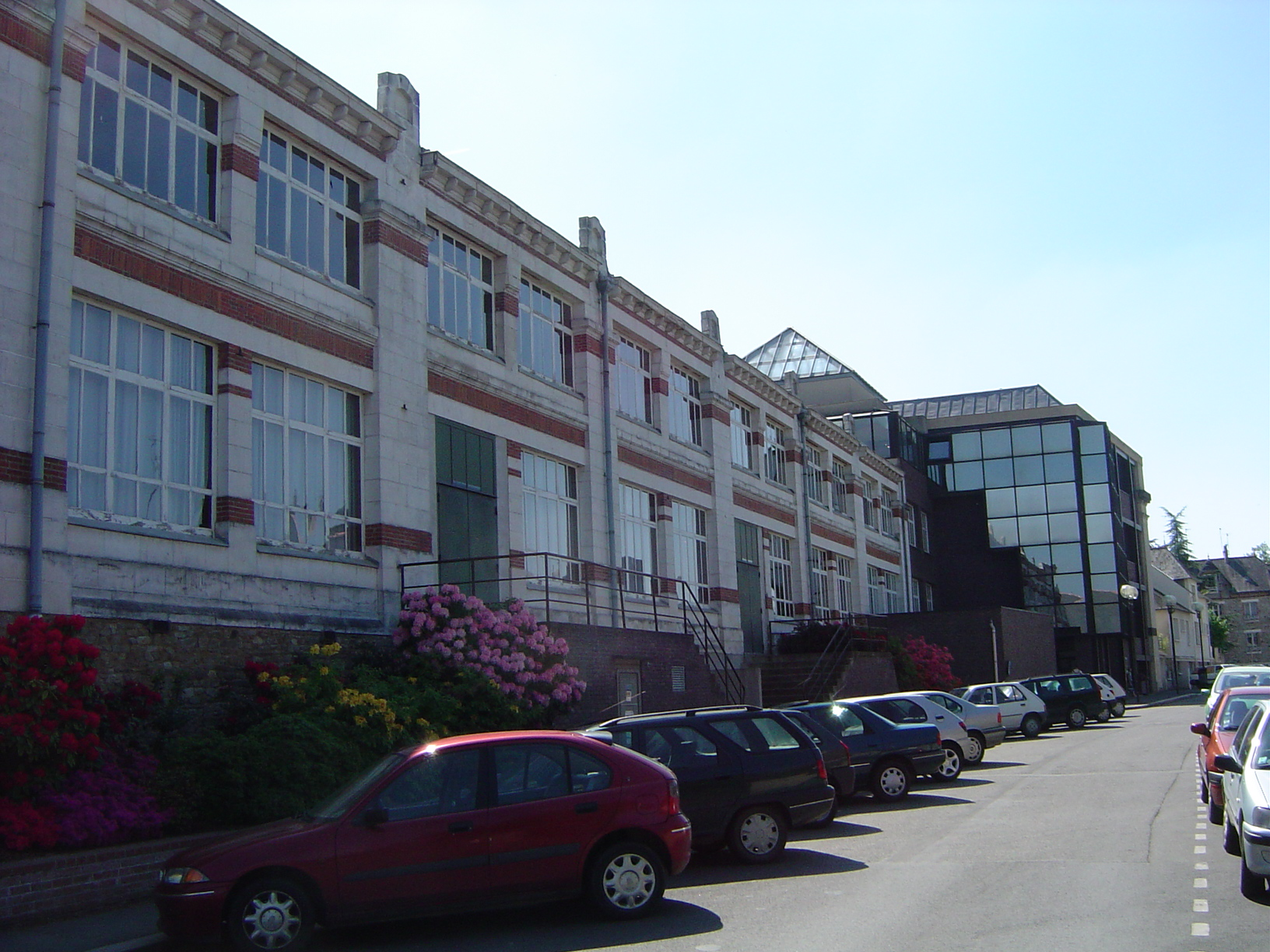
Le centre culturel de Vitré.

Comme pour toute communauté d'agglomération, il y a des compétences obligatoires (définies par la loi) :
- le développement économique : aide à l’implantation d’entreprises, aménagement des zones d’activités, construction de bâtiments industriels…
- l'aménagement de l'espace : acquisition foncière, répartition des pôles d’emplois…
- la politique de la ville et l'équilibre social de l'habitat : transport, animation, jeunesse...

Vitré Communauté intervient aussi pour :
- la voirie des zones d'activités communautaires et les aires de covoiturage
- la protection et la mise en valeur de l'environnement et du cadre de vie : plantation du bocage, sentiers de randonnée
- le centre technique communautaire : intervention sur les communes pour des services d’entretien d'espaces verts, désherbage...
- les équipements culturels et sportifs : piscines de Vitré, de La Guerche-de-Bretagne et d'Argentré-du-Plessis ; base de loisirs de Haute Vilaine ; centres culturels de Vitré, d'Argentré-du-Plessis, de La Guerche-de-Bretagne  et de Châteaubourg
- la politique touristique
- la prise en charge de la participation financière des communes au Service départemental d'incendie et de secours.

### Régime fiscal et budget
La communauté d'agglomération est un établissement public de coopération intercommunale à fiscalité propre.
Afin de financer l'exercice de ses compétences, l'intercommunalité perçoit la fiscalité professionnelle unique (FPU) – qui a succédé à la taxe professionnelle unique (TPU) – et assure une péréquation de ressources entre les communes résidentielles et celles dotées de zones d'activité.

## Projets et réalisations

### L'agenda 21
Initié en 2009, l'agenda 21 de Vitré Communauté a été labellisé par le Ministère du développement durable en 2010.
Les axes de l'agenda 21 portent sur :
- Orientation 1 : pour un développement économique équilibré et favorisant l'emploi durable
- Orientation 2 : pour un cadre de vie répondant à la diversité des populations et respectueux des ressources naturelles
- Orientation 3 : pour des services à la population assurant une cohésion sociale sur le territoire
- Orientation 4 : pour une amélioration des pratiques de la collectivité et une gestion maîtrisée de ses dépenses énergétiques

Et se décline en 35 actions.
L'évaluation réalisée en 2012, pour le renouvellement de la labellisation conclut en amélioration, entre autres : 
- à mettre en place des outils d’évaluation,
- à pratiquer la concertation des acteurs plus systématique,
- à définir des objectifs chiffrés avec des échéances,
- à évaluer les actions avec la société civile.

### Le Plan Climat-Énergie Territorial
Initié en 2012, le Plan climat-énergie territorial de Vitré Communauté vise à mobiliser les acteurs du territoire pour élaborer un plan d'actions afin de réduire les émissions de gaz à effet de serre du territoire . Un plan de 48 actions a été adopté par le Conseil communautaire du 21 mai 2013 et engage Vitré Communauté, d'ici 2020  : 
- de réduire de 13 % les émissions de gaz à effet de serre de son territoire (par rapport à 2005)
- d'atteindre une production de 23 % d’énergies renouvelables (par rapport à 2005)

Et prévoit pour l'agglomération :
- de réduire ses propres émissions et ses consommations d’énergie de 20 % d’ici 2020
- de porter à 50 % d’ici 2020, la part d’énergies renouvelables dans la consommation de Vitré Communauté

Une charte d'engagement est ouverte aux acteurs du territoire depuis juin 2013. 41 acteurs en sont signataires :
- Communes : Argentré-du-Plessis, Balazé, Bréal-sous-Vitré, Champeaux, Châteaubourg, Cornillé, Domagné, Domalain, Étrelles, Gennes-sur-Seiche, Landavran, Mondevert, Montautour, Montreuil-sous-Pérouse, Princé, Saint-Aubin-des-Landes, Saint-Christophe-des-Bois, Saint-Germain-du-Pinel, Saint-M'Hervé, Taillis, Torcé, Vitré
- Conseil de développement du Pays de Vitré, SMICTOM Sud Est 35, Chambre de métiers et de l'artisanat d'Ille-et-Vilaine, Chambre d'agriculture d'Ille-et-Vilaine, CAPEB 35, Hôpital de Vitré, Club d'écologie industriel, SVA Jean Rozé, Triballat, Kervalis, Habitat 35, Aiguillon construction, Centre communal d'action sociale de Vitré, Chambre de commerce Vitré, API, Coxinergie, Coopédom
- Associations : Vitré-Tuvalu, Vitré à Argentré

Ne sont pas signataires de la charte d'engagement pour le climat, les communes de : Brielles, La Chapelle-Erbrée, Châtillon-en-Vendelais, Erbrée, Louvigné-de-Bais, Marpiré, Mecé, Le Pertre, Pocé-les-Bois, Saint-Didier, Saint-Jean-sur-Vilaine, Val-d'Izé.

### Transports en commun

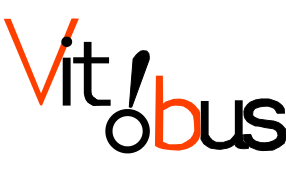
Logo du réseau de transports en commun depuis 2017

Depuis 2001, la ville de Vitré est desservie par un réseau de transports collectifs gratuits ; l'ensemble de la communauté d'agglomération en profite depuis 2003. Auparavant, la commune souffrait d'un manque de fréquentation de ses transports publics, limitant ainsi les bénéfices engrangés. Néanmoins, cette gratuité eut l'effet escompté, puisque le nombre annuel de voyageurs a plus que doublé, passant de 277 300 en 2002, à 570 000 en 2017,.

### Marque de territoire
En 2015, Vitré Communauté a mis en place une marque de territoire.